# Claude Nollier
Yvette Émilie Maria Louise Nollier dite Claude Nollier est une actrice française, née le 12 décembre 1919 à Paris et morte le 12 février 2009 à Boulogne-Billancourt.

## Biographie
Avant tout comédienne de théâtre, elle est pensionnaire de la Comédie-Française de 1946 à 1951. Elle entame une modeste carrière au cinéma dans les années 1940. Elle travaille notamment avec André Cayatte, John Huston, Sacha Guitry et Julien Duvivier. Elle est surtout connue pour avoir interprété de façon brillante et à maintes reprises le rôle de Jeanne d'Arc à l'Opéra de Paris, dans Jeanne au bûcher, de Paul Claudel et Arthur Honegger, dans la mise en scène de Jean Doat.
Elle meurt le 12 février 2009 à Boulogne-Billancourt, à l'âge de 89 ans. Elle est inhumée au cimetière des Batignolles (division 1).

## Filmographie sélective

### Cinéma
- 1944 : La Vie de plaisir d'Albert Valentin
- 1946 : Mensonges de Jean Stelli
- 1947 : Le Mystérieux Monsieur Sylvain de Jean Stelli
- 1947 : Les Trafiquants de la mer de Willy Rozier
- 1950 : Justice est faite d'André Cayatte
- 1952 : Le Fruit défendu de Henri Verneuil
- 1952 : Moulin Rouge de John Huston
- 1953 : Les Anges déchus (Il mondo le condanna) de Gianni Franciolini
- 1954 : Le Printemps, l'Automne et l'Amour de Gilles Grangier
- 1954 : Si Versailles m'était conté de Sacha Guitry
- 1956 : Si Paris nous était conté de Sacha Guitry
- 1957 : Pot-Bouille de Julien Duvivier
- 1961 : Un si bel été (The greengage summer / Loss of innocence) de Lewis Gilbert - Madame Corbet, la gouvernante
- 1962 : Le Diable et les dix commandements de Julien Duvivier

### Télévision
- 1959 : Les Trois Mousquetaires de Claude Barma
- 1965 : Des fleurs pour l'inspecteur (Les Cinq Dernières Minutes, épisode no 36, TV) de Claude Loursais
- 1967 : Salle n° 8 de Robert Guez et Jean Dewever :  Lucienne, l’infirmière en chef (ép. 61, 62, 63, 64, 65)
- 1973 : Au théâtre ce soir : Jean-Baptiste le mal-aimé d’André Roussin, mise en scène Louis Ducreux, réalisation Georges Folgoas, Théâtre Marigny

## Théâtre
- 1948 : Aimer de Paul Géraldy, mise en scène Henri Rollan, Comédie-Française
- 1949 : Le Roi de Robert de Flers et Gaston Arman de Caillavet, mise en scène Jacques Charon, Comédie-Française
- 1950 : L'Otage de Paul Claudel, mise en scène Henri Rollan, Comédie-Française
- 1958 : Les Murs de Palata d'Henri Viard, mise en scène Georges Douking, Théâtre du Vieux-Colombier
- 1961 : Andromaque de Racine, mise en scène Raymond Gérôme, Festival de Bellac